# La Tertulia Múzeum
A La Tertulia Múzeum a kolumbiai Cali városának modern művészeti múzeuma.

## Története
Története 1956-ban kezdődött, amikor egy politika, művészetek és kultúra iránt érdeklődő társaság egy, a San Antonio városrészben található nagy házban megalapította a La Tertulia (körülbelüli jelentése: „az asztaltársaság”) nevű intézményt. Ez alakult át (az országban elsőként) modern művészeti múzeummá 1968-ban, amikor is felépült a hozzá méltó épületegyüttes. 1971-ben, a Caliban tartott Pánamerikai játékokkal egy időben rendezték meg itt az első Grafikus Művészetek Amerikai Biennáléját, amelynek alkalmából egy új, időszakos kiállítások bemutatására szolgáló épületet is emeltek. Ennek a biennálénak köszönhetően a múzeum bekapcsolódott a nemzetközi művészeti vérkeringésbe, és jelentősen gyarapodni kezdett grafikai gyűjteménye is. A múzeumhoz tartozó konferenciatermet 1975-ben építették, az 1970-es és 1980-as években pedig üzlettel, vendéglővel és műhelyekkel bővült az épületegyüttes. Bár az ezredforduló táján a gazdasági válság miatt a múzeum is nehéz helyzetbe került, ezt az időszakot is átvészelte, sőt, 2015-ben tovább gyarapodott: ezúttal a Casa Obeso Mejía nevű, hagyományos cali stílusú épülettel, amelyet a Cali folyó túlpartján építettek fel. Itt szintén tartanak kiállításokat és egyéb rendezvényeket.

## Leírás
A múzeum modern épülete Cali nyugati felén, a Cali folyó jobb (déli) partján áll. Gyűjteményét több mint 1500 alkotás képezi, évente mintegy 75 000-en látogatják. Kiállítótermei mellett filmvetítésekre is alkalmas gyűlésteremmel, szabadtéri színpaddal, műhelyekkel, tantermekkel és parkokkal is rendelkezik.

## Képek

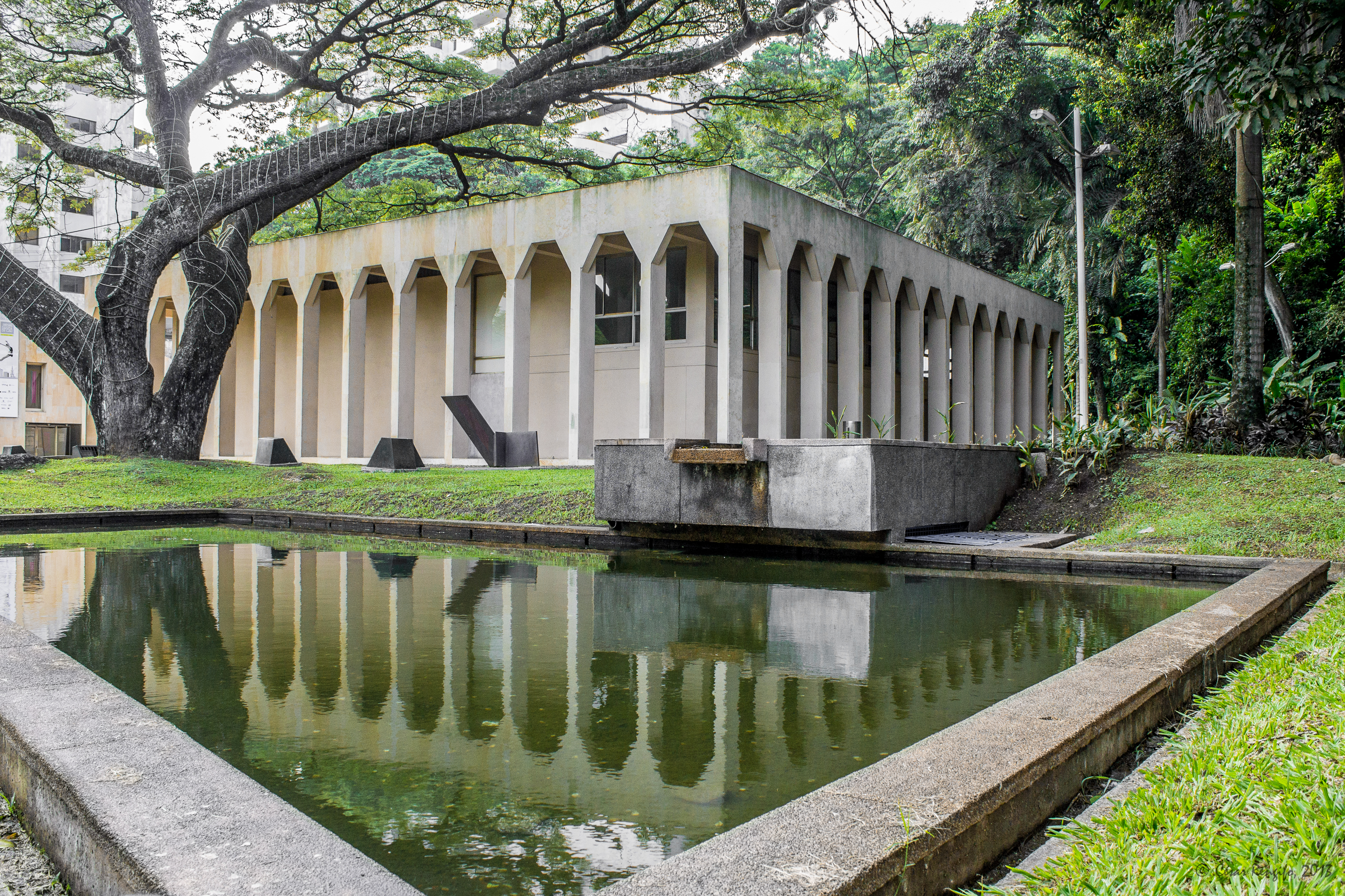
A múzeum egyik épülete
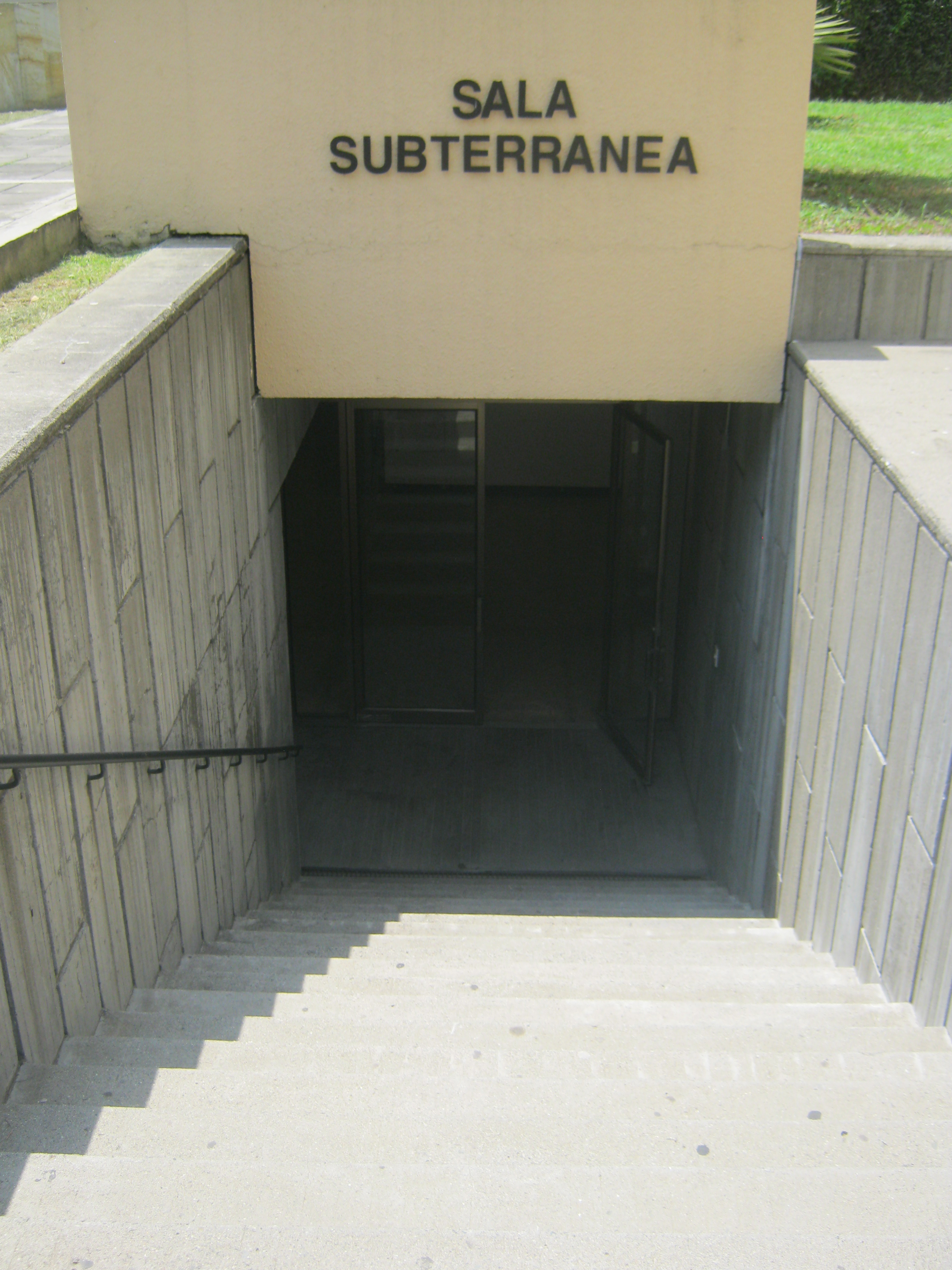
Lejárat a földalatti részbe
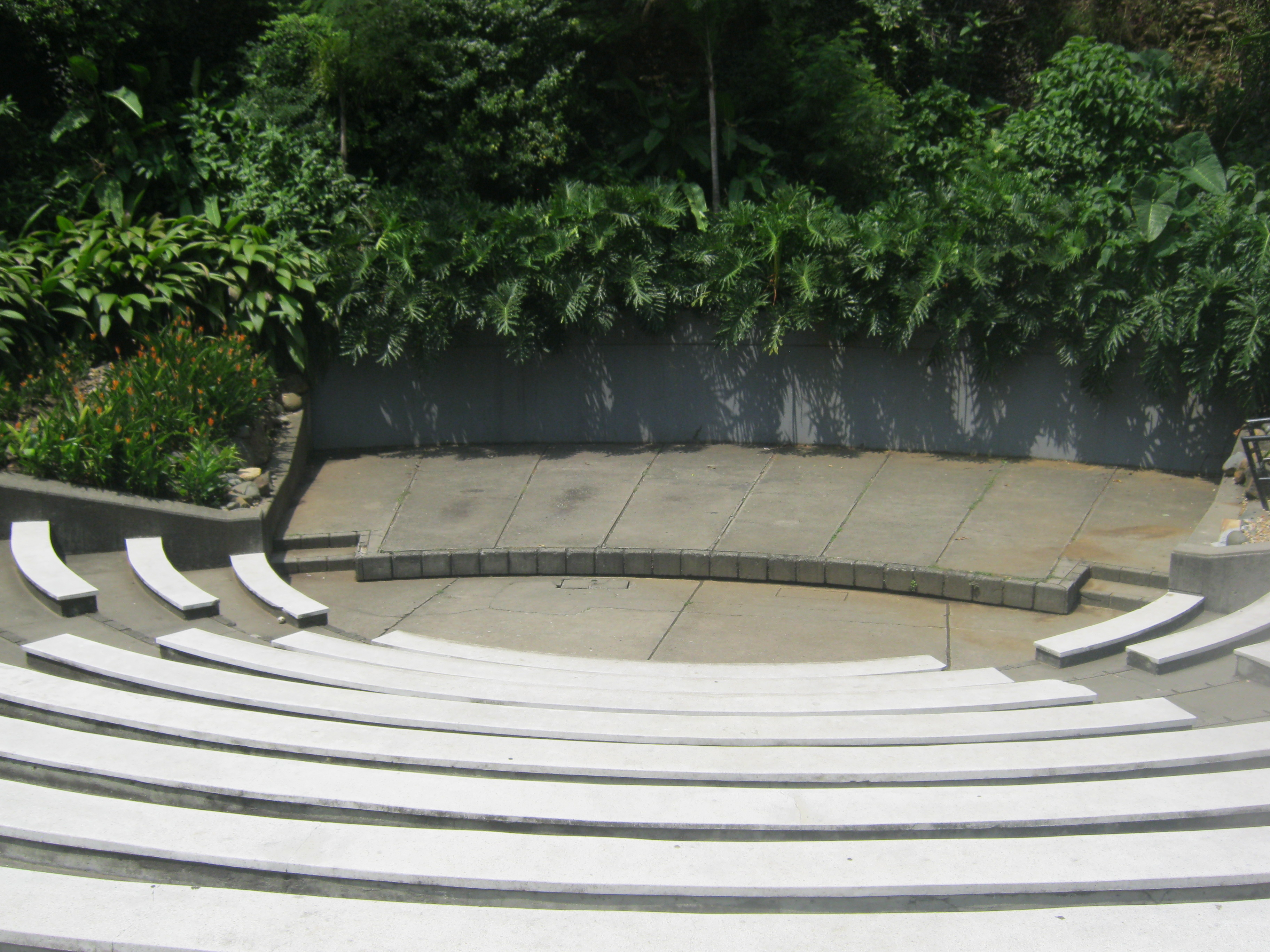
Szabadtéri színpad a múzeumnál
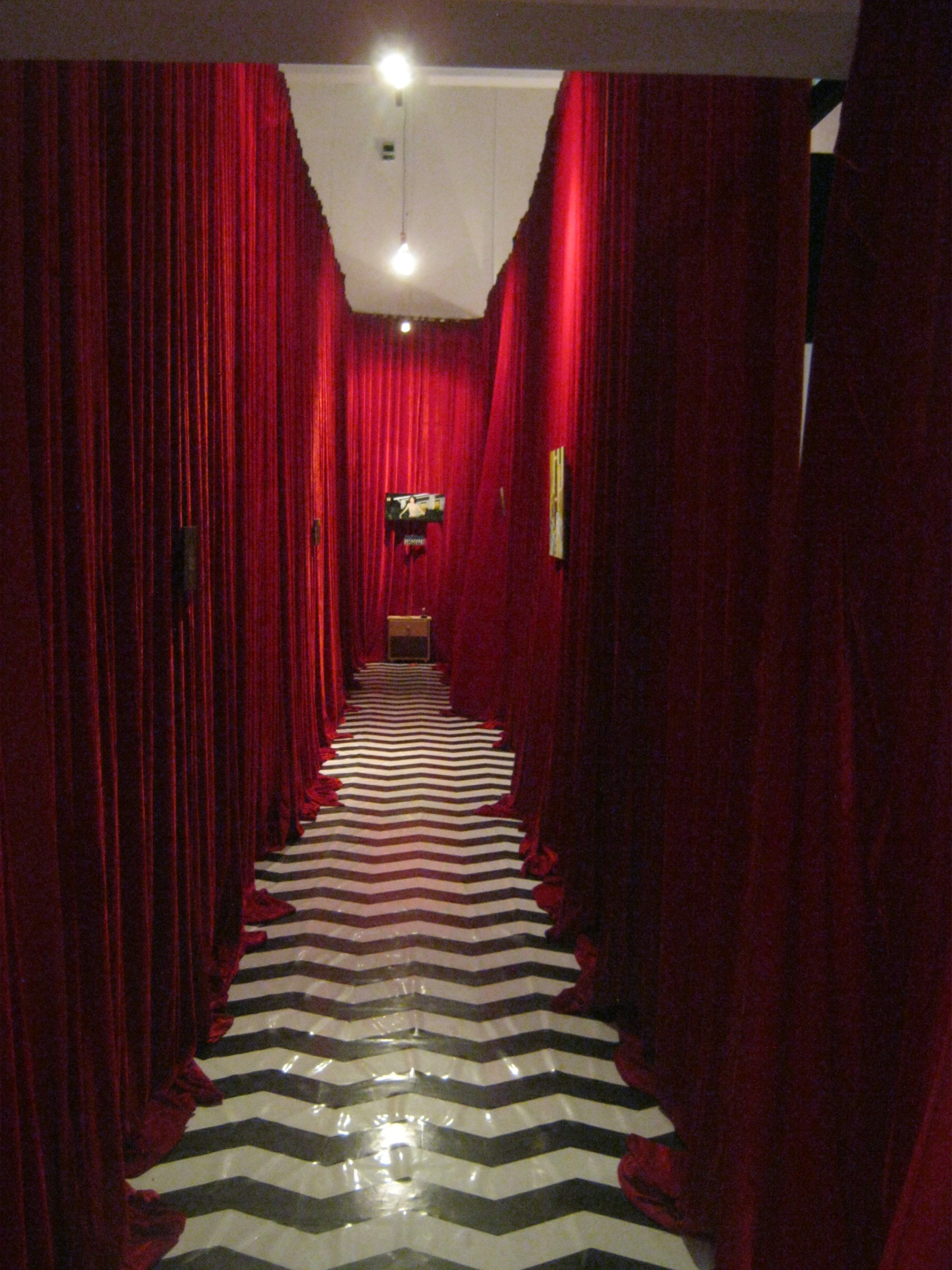
Belső részlet